# Angelo Palla
Angelo Palla (Padova, 10 febbraio 1901 – Torino, 5 gennaio 1965) è stato un calciatore italiano, di ruolo attaccante.

## Carriera
Gioca con il Padova una stagione  in Prima Categoria disputando in totale sei partite. Debutta il 7 novembre 1920 in Padova-Dolo (3-2). Gioca la sua ultima partita con i biancoscudati il 29 maggio 1921 nel derby Legnano-Padova (2-0).